# Daniela Pfeifer

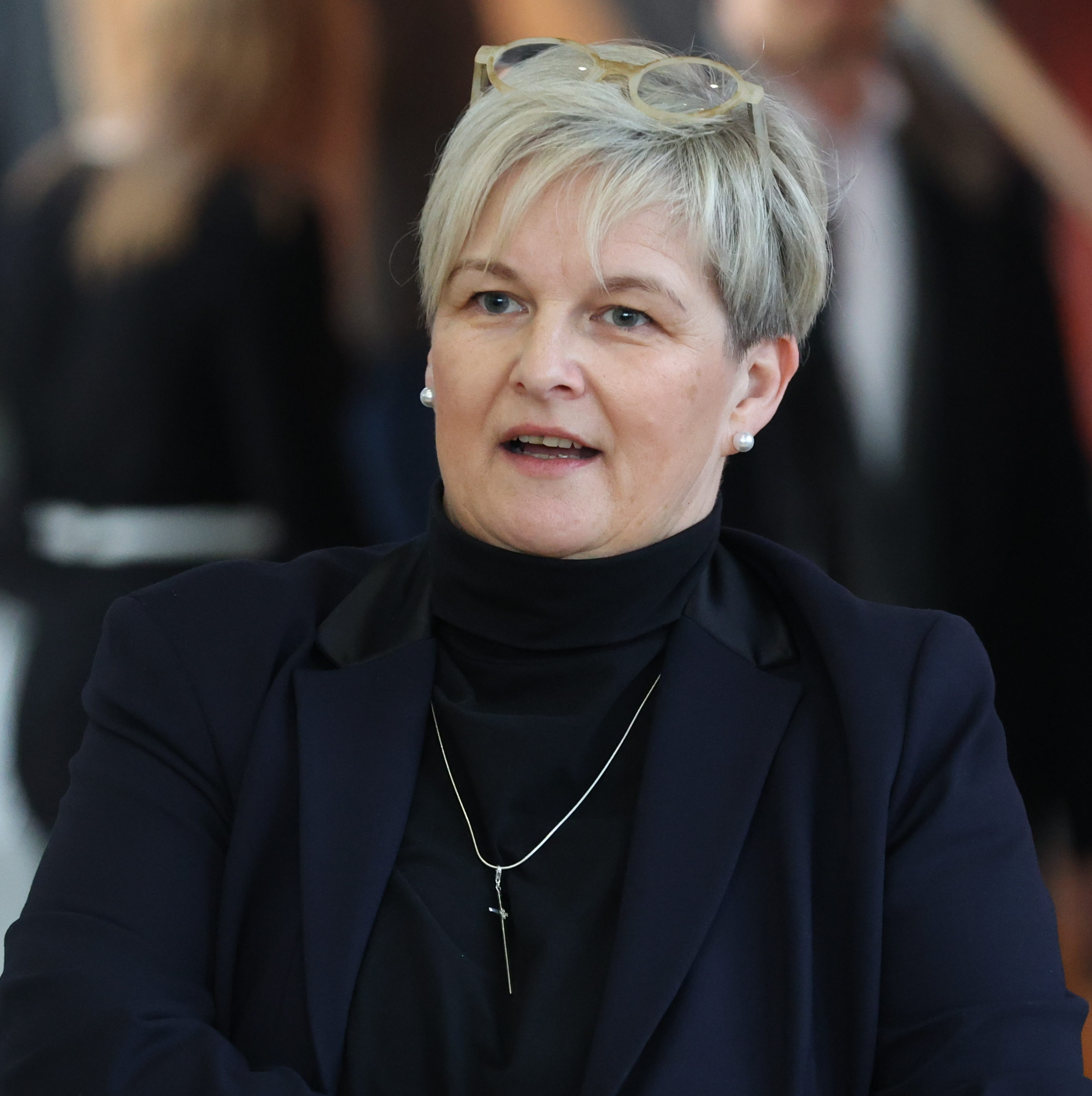
Daniela Pfeifer (2024)

Daniela Pfeifer (* 1972 in Zwickau) ist eine deutsche Politikerin (CDU) und seit Oktober 2024 Mitglied des Sächsischen Landtags.

## Leben
Pfeifer ist aufgewachsen und lebt in Wernsdorf, einem Ortsteil von Glauchau im Landkreis Zwickau. Nach der mittleren Reife 1988 erlernte sie bis 1990 den Beruf des Klempners und Installateurs und arbeitete bis 2000 im Handwerksbetrieb der Eltern mit. Im selben Jahr absolvierte sie eine Ausbildung zur Fachkraft für Soziale Arbeit und war dann als Mitarbeiterin für soziale Betreuung und Patientenfürsprecherin am Rudolf-Virchow-Klinikum Glauchau tätig, von 2020 bis 2023 als Leiterin. Ab 2007 koordinierte sie außerdem ehrenamtlich die Grünen Damen; ab 2014 engagierte sie sich im Betriebsrat des Klinikums.
Pfeifer ist ledig, evangelisch und hat zwei Kinder.

## Politischer Werdegang
Pfeifer ist bereits seit 2014 kommunalpolitisch aktiv: Bis 2024 war sie stellvertretende Ortsvorsteherin der Gemeinde Wernsdorf, und seit 2020 ist sie Mitglied des Stadtrates Glauchau. 2021 trat sie der CDU bei, und seit 2023 ist sie Vorstandsmitglied im CDU-Stadtverband Glauchau.
Bei der Landtagswahl in Sachsen 2024 kandidierte sie für das Direktmandat im Wahlkreis Zwickau 4 und konnte diesen mit 36,0 % der gültigen Stimmen gewinnen.